# هالیدهای نقره
هالیدهای نقره (به انگلیسی: Silver halide)، ترکیبی است بین نقره و یکی از هالوژن‌ها. مانند: نقره فلورید (AgF) نقره برمید(AgBr)، نقره کلرید (AgCl) و نقره یدید (AgI). در شیمی از آن‌ها به عنوان گروه هالیدهای نقره نامبرده شده و با علامت (AgX) نشان داده می‌شوند. اغلب هالیدهای نقره دارای اتم‌های نقره با درجه اکسیداسیون حدود (I) مثبت هستند. هالیدهای نقره دارای درجه اکسیداسیون +۲ (۲+ Ag) نیز شناخته شده‌است ولی فقط نقره فلورید (II) مثبت حالت پایداری دارد.
هالیدهای نقره در ظاهر مانند نمک‌های دیگر به رنگ سفید یا زرد کم‌رنگ دیده می‌شود و پیوند بین آن‌ها از نوع یونی می‌باشد. پس نیروی الکتریکی بین آن‌ها باعث حفظ وضعیت آن‌ها در ساختار سه بعدی منظم کریستال می‌شود.

## نحوه ساخت
هالیدهای نقره نتیجه واکنش شیمیایی نقره نیترات و یک هالید قلیایی مانند پتاسیم برمید می‌باشند. این مرحله به عنوان قسمتی از مرحله تولید امولسیون فیلم‌های اشعه ایکس در کارخانه مربوط می‌شود. 

## عکاسی و هالیدهای نقره
مواد شیمیایی حساس به نور استفاده شده در فیلم عکاسی و کاغذ عکاسی هالیدهای نقره می‌باشند.